# 十字架

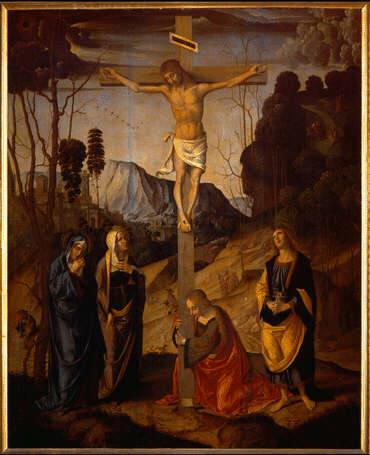
1490年的作品耶稣被钉十字架（现藏于乌菲兹美术馆）

十字架是一種将人（通常为死刑犯）綁或釘在十字型木架、橫樑或木樁上懸掛直至受刑者因缓慢窒息、失血、脱水或感染而死亡為止的刑具，曾在公元前6世紀至公元4世紀的波斯帝國、迦太基帝國、猶大王國 、古希腊和古罗马被用作延长痛苦并传播威慑的死刑手段。公元4世紀初，羅馬帝國第一位信仰基督教的皇帝君士坦丁大帝出於對耶穌基督的崇敬而廢除這種刑罰，但有少數地區直至21世紀仍在使用此類刑罰手段。
《新約聖經》希臘文版記載耶稣被犹太公会指控惑众谋反并拘送到羅馬帝國駐猶太行省總督彼拉多前，彼拉多虽然不认为耶稣有罪，但迫于犹太教众的舆论压力将耶稣判處十字架死刑。因为耶稣被钉十字架是其受难的最高潮，所以基督十字是基督教神学最重要的概念代表，也因此成为是基督教的象征符号。在西方文学中也一般用十字架比喻苦難。

## 行刑方式
刑具的形狀是兩條架成十字形的原木。行刑前，犯人會先行背著十字架的橫木遊街，直至走到行刑場所。行刑方法是先把犯人的雙手打橫張開，並用長釘穿過桡骨和尺骨之間，把手臂釘在一條橫木上，再把橫木放在一條垂直的木上，再把雙腳釘在直木上面，然後把十字架豎起來，任他慢慢死去。若時限到了之前犯人還未死去，看守者會把犯人的雙腿打斷，加速犯人的死亡。因為釘在十字架上的死囚由於背部緊貼十字架，令肺部沒有充足擴張的空間納入新鮮空氣，故呼吸時需依靠雙腿撐起全身，令背部稍微離開十字架。雙腿若被打斷，犯人亦無法撐起身體，最終因缺氧窒息而死亡。

## 意義
源於聖經中，耶穌屈尊就卑、紆尊降貴、捨己為人，經歷種種苦難，犧牲自己為人類受苦受難至死，為紀念此事，紀念衪對人類的愛，並警醒世人要因為自己的罪而悔改，因此以衪受刑的刑具作整個教會的標誌，亦指出教會應該以謙遜、刻苦的生活去成聖自己、聖化他人及轉化世界。

## 放置原則
就天主教而言，一般放置十字架會有的原則：
- 放於當眼位置
- 每個空間一個
- 十字架通常置於每個空間最高及最中心的位置

## 每間教堂的樣式
外圍以簡約為主，室內以有耶穌像的苦架為主，然而，決定使用甚麼樣式的十字存是由該堂區的設計師與堂區神父擬定。

## 設計理念
如神父或堂區沒有特別要求，都會以傳統的拉丁十字架作標誌。

## 聖堂包含十字架的物品
1. 聖體櫃
2. 聖體聖血布、九摺布
3. 聖體
4. 聖體盒
5. 聖體皓光
6. 坐櫈
7. 14處苦路
8. 讀經台
9. 祭台布

## 日本
在日本，使用的十字架称之为（磔）。用该刑具執行的死刑被稱為磔刑。而磔在中国指的是凌迟。

### 磔刑的種類
日本江戶時代中期以後開始有十字架处死的磔刑和称为鋸挽（鋸挽き）的情況。磔刑適用於犯人破壞關所、偽造貨幣、傷害主人和親人等的情況，鋸挽適用於犯人殺死主人和親人的情況。受刑者會從小傳馬町的牢房中被帶出並遊街示眾。磔刑的情況是遊街後被帶往刑場。鋸挽的情況是把頭以外的部份埋在地下兩日，之後再執行磔刑。

### 執行磔刑的方法
處刑是公開執行的，牢内的犯人如果在認罪後在獄中死去，則會以鹽漬的方式保存屍體，經判決後繼續執行处刑。
首先，在刑場脫去犯人的衣服，把手、足、胸、腰部等用繩索綑綁在刑柱上（為了讓長槍能刺到身體，會露出兩乳和腹部，把一部份衣服剝去，用布束著身體中央），然後把刑柱豎立在地面。刑柱的形狀根據性別而有所不同，男性用「キ」（卄轉90度）形的柱子，而女性用「十」字形的柱子；男性用股間部來承重，而女性用腳下的承重台來承重。
檢察使的與力（辅佐官）收到彈左衛門的手代（小吏）的準備和報告後，任命同心（治安官）確認受刑者是本人。
持長槍的死刑执行者属于非人身分，與手代一起站在磔柱的左右，最初把長槍交叉放在受刑者的面前（被稱為）。隨著「阿利也阿利也（アリャアリャ）」的大叫聲，把長槍扭刺入右腹至左肩，不斷穿刺受刑者的身體（正式的做法是把槍刃從肩部突出一尺），之後再貫穿左腹至右肩，不斷以同樣的次順左右交互地用長槍貫穿。受刑者主要會因為大量出血而陷入休克狀態，被刺兩至三次就會死亡，但是屍體仍然會被重複穿刺30多次，情況相當凄慘。與西洋的十字架刑的過程和方式完全不同，事實上是以長槍執行的死刑。通過對消化器官至肺等的範圍內臟給予損傷，而且長槍會刺到骨和令到受刑者呼吸困難，比起斬首的痛苦大得多。
最後用長柄連上罪人的髷並令面部向上，用長槍由右至左貫穿受刑者喉嚨（被稱為）。屍體被放置三日曝曬後，非人會將其放入洞穴中。之後屍體會被鳥和野犬等處理。
在東京都品川區的鈴森刑場遺跡中，有為了豎立磔柱而使用的基石殘留。

### 其他磔刑
江戶時代前期之前，執行磔刑的方法有很多，藩和大名的執行方法有相當大的差異。有「串刺刑」等名稱在記錄中，實際就是磔刑。但是在小說中描述，用長槍刺入肛門的方法，在現實中技術上的執行相當困難。
在海岸滿潮時，把受刑者的頭放入海中的磔刑被稱為「水磔」，但是那是倒吊受刑者，另一種「磔刑」。

## 伊斯蘭教
《古蘭經》第5章33節：「敵對真主和使者，而且擾亂地方的人，他們的報酬，只是處以死刑，或釘死在十字架上，或把手腳交互著割去，或驅逐出境。這是他們在今世所受的凌辱；他們在後世，將受重大的刑罰。」
21世紀興起的恐怖組織伊斯蘭國也使用釘十字架作為處決方式之一。

## 著名受刑者
普遍认同的受刑者包括：
- 耶穌
- 耶穌的十二使徒：彼得與安得烈
- 斯巴達克斯起義的奴隸叛軍：公元前73年於羅馬共和國爆發的斯巴達克斯起義失敗後，被羅馬將軍克拉蘇俘虜的六千名奴隸叛軍，被釘死在從卡普亞通往羅馬城的阿庇亚大道沿線的十字架上。

另外，基督教非傳統教派之一耶和華見證人，則引證考古文獻認為耶穌其實是死在一根直立的木柱上。

## 相关影视作品
- 《耶稣受难记》
- 《德川女刑罰史》《德川女刑罰史2雙牛裂身》

## 外部連結
- 十字架：它的起源和意義 （页面存档备份，存于）
- 《大英百科全書》11部，第7版，第505頁 （页面存档备份，存于）
- 石頭還在呼喊！(新約篇)：十字架！十字架！永是我的榮耀！ （页面存档备份，存于）
- 得著了十字架救恩，是否能進天國呢（有聲讀物） （页面存档备份，存于）